# 泰国宪法法院
泰王國憲法法院（皇家轉寫：San Ratthathammanun，發音：[sǎːn rát.tʰā.tʰām.mā.nūːn]，又譯泰國憲章法庭），原是泰國於1997年10月11日根據《1997年泰國憲法》創設的憲法法庭，負責審查國會法案、皇室法令、法律草案的合憲性，並對公職人員任免和政黨解散相關事項具有管轄權。由於在2006年9月19日泰國發生軍事政變，軍事政權的成員隨即宣布從即日起終止原憲法，該法庭以及政府內閣的運作亦被終止，後來法庭被新成立的「泰國憲法仲裁委員會」代之，並具備同樣的法律效力。

## 成員及其產生辦法
泰國憲法法院原先由15名成員組成，其中7人由泰國司法部委任，8人由參議院委任。
現今實際運作的泰國憲法仲裁委員會由9人組成，全部由泰國司法部委任。